# Elorregi
Elorregi es una entidad de población española del municipio de Vergara, perteneciente a la provincia de Guipúzcoa, en la comunidad autónoma del País Vasco. En 2023, tenía empadronados 105 habitantes.